# Christian Rischert
Christian Rischert (* 9. Dezember 1936 in München) ist ein deutscher Regisseur, Drehbuchautor und Filmproduzent.

## Werdegang
Nach einer kaufmännischen und graphischen Ausbildung wurde Rischert Leiter eines Trickfilmstudios. Im Alter von 23 Jahren gründete er 1959 eine eigene Produktionsfirma für Industrie-, Lehr- und Werbefilme. Inzwischen betreibt er in Schwabing die Christian Rischert Filmproduktion.
Seit den 1960er Jahren dreht er überwiegend Dokumentarfilme. Dem breiten Publikum wurde er mit seiner Dokumentationsreihe Die Weinmacher bekannt. Christian Rischert drehte viele Filme über Italien, unter anderem Venedig – Die Inseln der Glückseligen am Rande des Untergangs mit Michael Ballhaus an der Kamera.
Christian Rischert war mit Franziska Bronnen verheiratet.

## Filmografie
| - 1961: Pamphylos – Der Mann mit dem Autotick - 1962: Maniac (Kino-Kurzfilm) - 1963: Geschichte Rußlands - 1964: Das goldene Bett - 1964: Der Traum (Kinokurz-Spielfilm, internationale Mannheimer Kurzfilmtage. Ausgezeichnet mit Bundesfilmprämie) - 1965: Friedliche Zeiten (Kinokurz-Spielfilm, internationale Mannheimer Kurzfilmtage. Ausgezeichnet mit Bundesfilmprämie) - 1965: It´s a wonderful Life (Kinokurz-Spielfilm, internationale Mannheimer Kurzfilmtage. Ausgezeichnet mit Bundesfilmprämie) - 1967: Kopfstand, Madam! - 1967: Platz 219 (45min Fernsehfilm über ein Arbeiterehepaar bei der Firma Agfa in München) - 1969: Deutschland 69 (Fernsehfilm über das politische Klima 1969 in Deutschland. Wurde aus politischen Gründen vom Sender abgelehnt.) - 1969: Einzelhaft (Fuhlsbüttel) Fernsehfilm - 1969: Ich war beim Caudillo, Franziska (Der erste „Film-Briefwechsel“ im Fernsehen) - 1970: Die Anpassung (Ein aufwändiger Fernseh-Spielfilm für das ZDF in 35 mm S/W, den die Bavaria-Filmkunst-Produktion herstellte. Regie: C. Rischert) - 1971: Berührungen - 1971: Mittlere Reife (80 Min. Eine Mädchen-Klasse in einer Realschule in München) - 1972: La Bouffe (Pilot-Film für die folgende Reihe A la carte) - 1974: Der Tod des Fischers Marc Leblanc (100 Min. Kino-Dokumentar-Spielfilm. Verleih: Filmverlag der Autoren.) - 1975: Das Kloster von Vedana (45 min. Der erste Fernseh-Film über ein Karthäuser-Kloster bei Beluno.) - 1976: Paradiesgarten (45 Min. Film über Torcello mit dem Maler und Lagunen-Nomaden Carlo Memo.) | - 1976: Venedig – Die Insel der Glückseligen am Rande des Untergangs (100 Min. Kinofilm. Ausgezeichnet mit dem Deutschen Preis für Denkmalschutz 1975) - 1979: Lena Rais (Kinofilm. Mit drei Bundesfilm-Preisen und als bester Deutscher Film von der Gilde Deutscher Filmkunst-Theater ausgezeichnet. Offizieller Deutscher Beitrag bei den Film-Festspielen am Lido in Venedig) - 1981: Ein Orchester (90min Fernseh Dokufilm) - 1984: Wenn ich mich fürchte (Spielfilm. In den Hauptrollen: Horst Buchholz und Franziska Bronnen. Offizieller Deutscher Beitrag bei den Filmfestspielen in Montreal) - 1984: Inseln hinter dem Meer (100 Min. Film über die Venezianischen Inseln TV-Kino-Film) - 1984: Im Schatten von Venedig (Film über Chioggia mit Elio Balarin) - 1986: Im Ozean der Sehnsucht (Film über König Ludwig II von Bayern 105 Min. ARD) - 1987: Die Weinmacher (ARD 16 Filme über europäische Weinmacher. Ausgezeichnet mit dem „Kulturpreis der Sommelierunion Deutschland e. V.“) - 1994: Wiener Lust (90 Min. Film über Wien. Ausgezeichnet mit dem Bayerischen Fernsehpreis 1995) - 1996: Lago di Garda – Eine Aussicht auf den See - 1997: Gesang der Vögel (Film über die Staatliche Philharmonie in Minsk-Belarus unter dem deutsch-französischen Chef-Dirigenten Pierre-Dominique Ponnelle.) - 1998: La Scala und die Magie des Goldes (TV-Kino. Die Mailänder Scala mit ihrem Eröffnungs-Programm am 7. Dezember 1998.) - 2003: Italien – Land der Verheißung (Sieben Filmnovellen jeweils 45 Min.) - 2009: Il Diavolo: Mein venezianischer Freund (Sein fünfter Film über Venedig. Uraufführung beim Fünf-Seen-Film-Festival in Oberbayern.) |

## Auszeichnungen
- 1979: Silberne Halbkugel vom Deutschen Nationalkomitee für Denkmalschutz
- Der Kinofilm Lena Rais wurde 1980 beim Deutschen Filmpreis mit dem Filmband in Silber ausgezeichnet.[4]
- Wenn ich mich fürchte… erhielt 1985 den Deutschen Filmpreis.[5]
- 1994 erhielt Rischert den Filmpreis der Stadt Hof.[5]
- Das dokumentarische Stadtporträt Wiener Lust wurde 1995 mit dem Bayerischen Fernsehpreis geehrt.[5]